# Joan Daurer
Joan Daurer (mitjans del segle XIV) fou un pintor, documentat a Mallorca entre 1358 i 1374. És el primer pintor de l'escola mallorquina del qual es conserva una obra signada, la «taula de Santa Maria la Major» (1373, parròquia d'Inca); decorà la capella de Sant Miquel Arcàngel, de Muro (1374), pintures no conservades. Hom li atribueix una Coronació de la Mare de Déu (Inca, Museu Diocesà). Influït per Ramon Destorrents, encara té les característiques del gòtic lineal.